# Grigorovich M-15
Il Grigorovich M-15 (in russo Григорович М-15?, Grigorovič M-15), citato anche come Šč M-15 e, meno frequentemente, come Ščetinin M-15 dal nome dell'azienda costruttrice, era un idroricognitore monomotore a scafo centrale progettato dall'ingegnere Dmitrij Pavlovič Grigorovič, in seguito direttore dell'omonimo OKB, e prodotto dall'azienda russa Ščetinin negli anni dieci del XX secolo.
Utilizzato principalmente dalla Voenno Morskoj Flot Rossijskoj Imperii, la marina militare zarista, durante la prima guerra mondiale, venne in seguito acquisito dalla neofondata Raboče-Krest'janskij Krasnyj Flot russa (poi sovietica).

## Storia del progetto
Dopo il successo ottenuto con il precedente idroricognitore M-9, Grigorovič avviò un nuovo progetto per la realizzazione di un pari ruolo ma dalle dimensioni più contenute, grazie all'adozione di un motore più compatto, un Hispano-Suiza 8 cilindri a V raffreddato ad acqua capace di erogare 140-150 CV in sostituzione del radiale adottato dall'M-9, e che avrebbe dovuto, nelle intenzioni del progettista, sostituire il precedente modello.
Il prototipo venne testato il 6 novembre 1916 dimostrando buone caratteristiche di volo e quindi accettato dal governo russo che stipulò un contratto di fornitura per la marina Imperiale per un quantitativo pari a 80 esemplari. Questo non poté tuttavia essere evaso completamente a causa della scarsa disponibilità dei motori e che ridussero la produzione a soli 54 esemplari.
Benché inizialmente afflitto da una serie di piccole imperfezioni, l'M-15 venne migliorato in corso di produzione fino alla loro definitiva eliminazione.

## Tecnica
L'M.15 era un idrovolante a scafo centrale di impostazione classica che conservava l'aspetto generale dei modelli che lo hanno preceduto, introducendo la configurazione alare biplano-sesquiplana e mantenendo il gruppo motoelica montato in configurazione spingente montato su una struttura centrale.
Lo scafo, realizzato in legno con struttura semimonoscocca ricoperta da pannelli di compensato sagomato, presentava un abitacolo aperto a due posti affiancati, uno per il pilota e l'altro, dotato di una mitragliatrice difensiva brandeggiabile, per l'osservatore. Posteriormente terminava in un originale impennaggio cruciforme, anch'esso realizzato in legno ricoperto di compensato, monoderiva con piani orizzontali controventati unito dorsalmente allo scafo tramite una struttura tubolare.
La configurazione alare era di tipo biplano-sesquiplana, con l'ala superiore, di maggiori dimensioni, montata alta a parasole, collegata allo scafo tramite una struttura che fungeva anche da supporto al motore, e l'inferiore montata alta sullo scafo, quest'ultima caratterizzata da un sensibile angolo diedro positivo e che integrava nella parte inferiore delle semiali i galleggianti equilibratori. Le due ali, realizzate in legno ricoperto di pannelli di compensato, erano tra loro collegate da una doppia coppia di montanti per lato ed integrata da tiranti in filo d'acciaio.
La propulsione era affidata ad un motore Hispano-Suiza 8 cilindri a V raffreddato ad acqua collocato centralmente sotto l'ala superiore in configurazione spingente ed abbinato ad un'elica bipala a passo fisso.

## Impiego operativo
L'M-15 venne progressivamente fornito ai reparti di ricognizione marittima della Voenno Morskoj Flot Rossijskoj Imperii, la marina militare zarista, che lo utilizzò dai primi mesi del 1917 nell'ambito della prima guerra mondiale, ma già dalla successiva estate risulta essere relegato alla formazione dei piloti di marina. A seguito delle vicende belliche e politiche legate all'istituzione della Repubblica Russa prima ed alla Rivoluzione d'ottobre poi, venne in seguito acquisito dalla neofondata Raboče-Krest'janskij Krasnyj Flot russa (poi sovietica) che lo utilizzò sia nel Mar Baltico che nel Mar Nero, modificandone la struttura applicando slitte per poterlo utilizzare anche nel periodo invernale.
Nel periodo di instabilità dovuta alle guerra civile due esemplari abbandonati vennero requisiti da personale militare finlandese nelle Isole Åland e a Turku. In quest'ambito l'ufficiale russo J. Herbert pilotò l'unico M-15 in condizioni di volo dall'arcipelago alla Finlandia continentale, venendo per questo insignito del titolo di ufficiale della Suomen ilmavoimat, l'aeronautica militare del paese scandinavo. Il velivolo rimase operativo nell'aviazione finlandese fino al 1919.

## Utilizzatori
Finlandia
- Suomen ilmavoimat

 Impero russo
- Voenno Morskoj Flot Rossijskoj Imperii

 RSFS Russa
- Raboče-Krest'janskij Krasnyj Flot

## Esemplari attualmente esistenti
L'unico M-15 arrivato ai nostri giorni è esposto presso il Muzeum Lotnictwa Polskiego w Krakowie (museo dell'aviazione polacca) a Cracovia, in Polonia.
L'esemplare, numero di matricola R II C 262, venne costruito nel 1917 e catturato dalle truppe tedesco imperiali della Deutsches Heer nell'isola Saaremaa, nel corso dell'Operazione Albion (parte della campagna di occupazione tedesca dell'Estonia durante il primo conflitto mondiale). Venne quindi portato in volo fino a Warnemünde per prove di valutazioni comparative alla fine delle quali venne trasferito a Berlino presso il locale museo aeronautico.
Alla fine della seconda guerra mondiale il relitto dell'M-15 venne ritrovato e nel 1964 acquisito dal museo polacco che lo espose nel reparto dedicato alla prima guerra mondiale. Dagli anni settanta iniziò il suo lento restauro protrattosi fino agli anni novanta che consentì di riportare il modello all'originale aspetto.